# Péchaudier
Péchaudier (en occitan Puèjaudièr) est une commune française située dans le département du Tarn, en région Occitanie. Sur le plan historique et culturel, la commune est dans le Lauragais, l'ancien « Pays de Cocagne », lié à la fois à la culture du pastel et à l’abondance des productions, et de « grenier à blé du Languedoc ».
Exposée à un climat océanique altéré, elle est drainée par le Girou et par divers autres petits cours d'eau.
Péchaudier est une commune rurale qui compte 185 habitants en 2022, après avoir connu un pic de population de 526 habitants en 1846.  Ses habitants sont appelés les Péchaudissois ou  Péchaudissoises.

## Géographie

### Localisation
Commune située entre Castres et Toulouse dont le bourg est situé sur une petite colline dominant la plaine de Revel et une bonne partie de la montagne Noire.

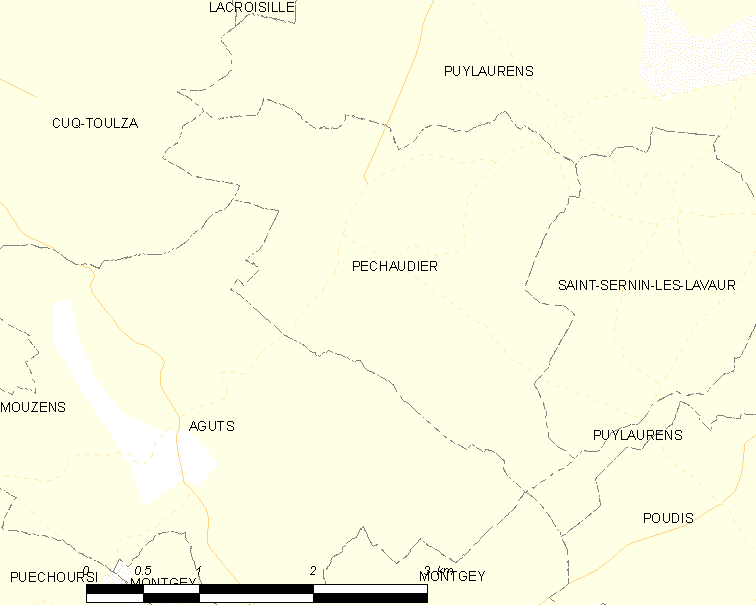
Carte de la commune de Péchaudier et des communes à proximité.

### Communes limitrophes
| Cuq-Toulza | Puylaurens                   |                         |
|            | Péchaudier                   | Saint-Sernin-lès-Lavaur |
| Aguts      | Montgey (par un quadripoint) | Puylaurens              |

### Voies de communication et transports
Aucun service de transport en commun ne dessert la commune. La gare la plus proche est la gare de Damiatte - Saint-Paul.

### Hydrographie
La commune est dans le bassin de la Garonne, au sein du bassin hydrographique Adour-Garonne. Elle est drainée par le Girou et par divers petits cours d'eau, qui constituent un réseau hydrographique de 10 km de longueur totale,.
Le Girou, d'une longueur totale de 64,5 km, prend sa source dans la commune de Puylaurens et s'écoule du sud-est vers le nord-ouest. Il traverse la commune et se jette dans l'Hers-Mort à Saint-Jory, après avoir traversé 31 communes.

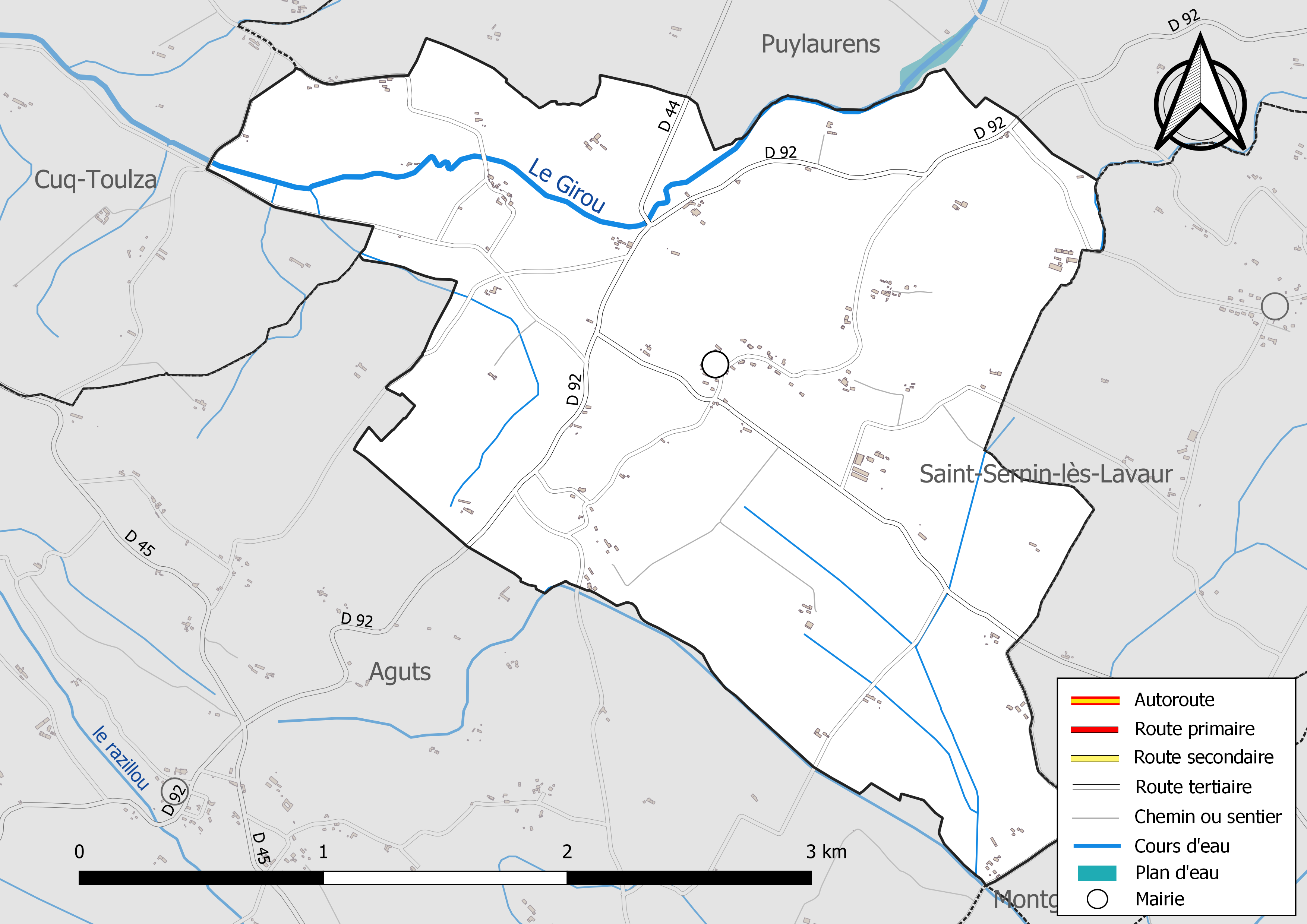
Réseaux hydrographique et routier de Péchaudier.

### Climat
Pour des articles plus généraux, voir Climat de l'Occitanie et Climat du Tarn.
En 2010, le climat de la commune est de type climat du Bassin du Sud-Ouest, selon une étude du Centre national de la recherche scientifique s'appuyant sur une série de données couvrant la période 1971-2000. En 2020, Météo-France publie une typologie des climats de la France métropolitaine dans laquelle la commune est exposée à un climat océanique altéré et est dans la région climatique Aquitaine, Gascogne, caractérisée par une pluviométrie abondante au printemps, modérée en automne, un faible ensoleillement au printemps, un été chaud (19,5 °C), des vents faibles, des brouillards fréquents en automne et en hiver et des orages fréquents en été (15 à 20 jours).
Pour la période 1971-2000, la température annuelle moyenne est de 13,2 °C, avec une amplitude thermique annuelle de 16,2 °C. Le cumul annuel moyen de précipitations est de 778 mm, avec 10,4 jours de précipitations en janvier et 5,3 jours en juillet. Pour la période 1991-2020, la température moyenne annuelle observée sur la station météorologique de Météo-France la plus proche, « Puylaurens », sur la commune de Puylaurens à 6 km à vol d'oiseau, est de 14,4 °C et le cumul annuel moyen de précipitations est de 782,0 mm. 
La température maximale relevée sur cette station est de 42,5 °C, atteinte le 13 août 2003 ; la température minimale est de −16,5 °C, atteinte le 16 janvier 1985,,.
Les paramètres climatiques de la commune ont été estimés pour le milieu du siècle (2041-2070) selon différents scénarios d'émission de gaz à effet de serre à partir des nouvelles projections climatiques de référence DRIAS-2020. Ils sont consultables sur un site dédié publié par Météo-France en novembre 2022.

### Milieux naturels et biodiversité
Aucun espace naturel présentant un intérêt patrimonial n'est recensé sur la commune dans l'inventaire national du patrimoine naturel,,.

## Urbanisme

### Typologie
Au 1er janvier 2024, Péchaudier est catégorisée commune rurale à habitat très dispersé, selon la nouvelle grille communale de densité à sept niveaux définie par l'Insee en 2022.
Elle est située hors unité urbaine et hors attraction des villes,.

### Occupation des sols
L'occupation des sols de la commune, telle qu'elle ressort de la base de données européenne d’occupation biophysique des sols Corine Land Cover (CLC), est marquée par l'importance des territoires agricoles (100 % en 2018), une proportion identique à celle de 1990 (100 %). La répartition détaillée en 2018 est la suivante : 
terres arables (100 %). L'évolution de l’occupation des sols de la commune et de ses infrastructures peut être observée sur les différentes représentations cartographiques du territoire : la carte de Cassini (XVIIIe siècle), la carte d'état-major (1820-1866) et les cartes ou photos aériennes de l'IGN pour la période actuelle (1950 à aujourd'hui).

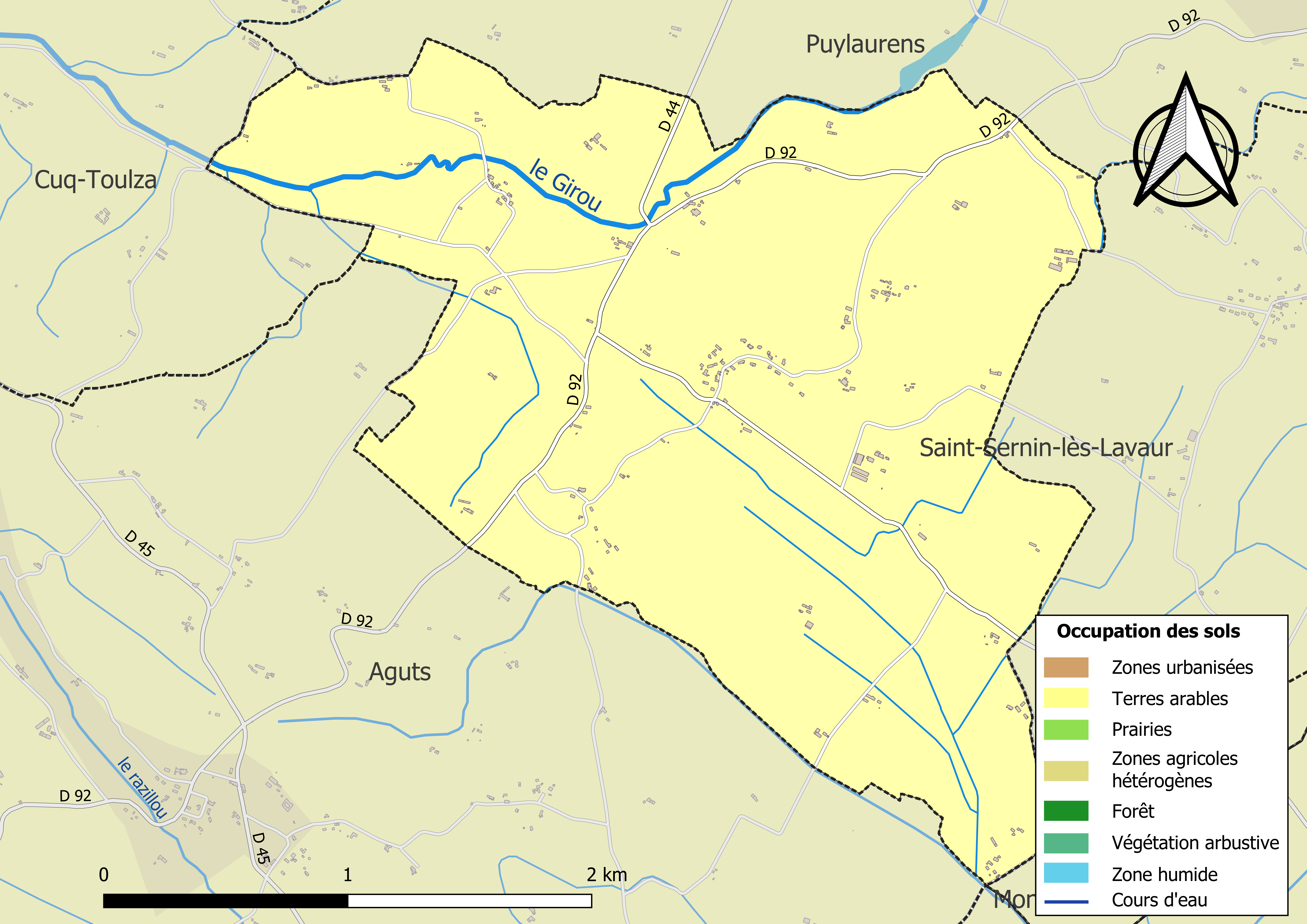
Carte des infrastructures et de l'occupation des sols de la commune en 2018 (CLC).

### Risques majeurs
Le territoire de la commune de Péchaudier est vulnérable à différents aléas naturels : météorologiques (tempête, orage, neige, grand froid, canicule ou sécheresse), inondations, mouvements de terrains et séisme (sismicité très faible). Il est également exposé à deux risques technologiques,  le transport de matières dangereuses et la rupture d'un barrage. Un site publié par le BRGM permet d'évaluer simplement et rapidement les risques d'un bien localisé soit par son adresse soit par le numéro de sa parcelle.

#### Risques naturels
Certaines parties du territoire communal sont susceptibles d’être affectées par le risque d’inondation par débordement de cours d'eau, notamment le Girou. La cartographie des zones inondables en ex-Midi-Pyrénées réalisée dans le cadre du XIe Contrat de plan État-région, visant à informer les citoyens et les décideurs sur le risque d’inondation, est accessible sur le site de la DREAL Occitanie. La commune a été reconnue en état de catastrophe naturelle au titre des dommages causés par les inondations et coulées de boue survenues en 1982 et 1992,.
Péchaudier est exposée au risque de feu de forêt. En 2022, il n'existe pas de Plan de Prévention des Risques incendie de forêt (PPRif). Le débroussaillement aux abords des maisons constitue l’une des meilleures protections pour les particuliers contre le feu,.

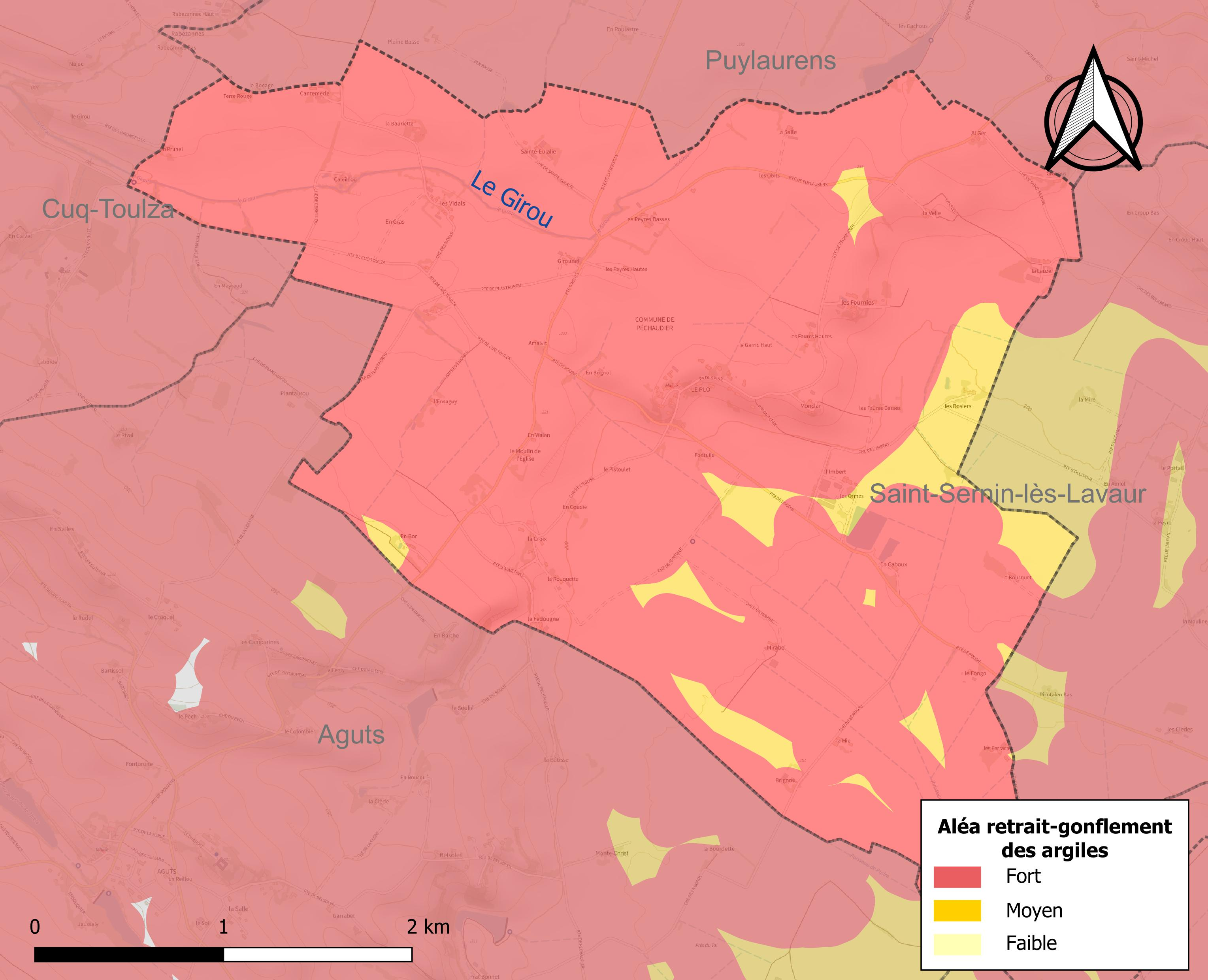
Carte des zones d'aléa retrait-gonflement des sols argileux de Péchaudier.

La commune est vulnérable au risque de mouvements de terrains constitué principalement du retrait-gonflement des sols argileux. Cet aléa est susceptible d'engendrer des dommages importants aux bâtiments en cas d’alternance de périodes de sécheresse et de pluie. La totalité de la commune est en aléa moyen ou fort (76,3 % au niveau départemental et 48,5 % au niveau national). Sur les 96 bâtiments dénombrés sur la commune en 2019, 96 sont en aléa moyen ou fort, soit 100 %, à comparer aux 90 % au niveau départemental et 54 % au niveau national. Une cartographie de l'exposition du territoire national au retrait gonflement des sols argileux est disponible sur le site du BRGM,.
Par ailleurs, afin de mieux appréhender le risque d’affaissement de terrain, l'inventaire national des cavités souterraines permet de localiser celles situées sur la commune.

#### Risques technologiques
Le risque de transport de matières dangereuses sur la commune est lié à sa traversée par des infrastructures routières ou ferroviaires importantes ou la présence d'une canalisation de transport d'hydrocarbures. Un accident se produisant sur de telles infrastructures est susceptible d’avoir des effets graves sur les biens, les personnes ou l'environnement, selon la nature du matériau transporté. Des dispositions d’urbanisme peuvent être préconisées en conséquence.
La commune est en outre située en aval d'un barrage de classe A. À ce titre elle est susceptible d’être touchée par l’onde de submersion consécutive à la rupture de cet ouvrage.

## Histoire
Péchaudier nom très ancien venant du nom de Puèg-Audier ou Podio Auderio, (1277) du germanique Ald-Hari, employé comme déterminatif après le nom générique Puèg « colline ».

### Héraldique
| Péchaudier | Son blasonnement est : D'or aux deux pointes de sinople posées en chevron. |

## Politique et administration
| Période                                  | Période      | Identité      | Étiquette | Qualité                              |
| ---------------------------------------- | ------------ | ------------- | --------- | ------------------------------------ |
| Les données manquantes sont à compléter. |              |               |           |                                      |
| ?                                        | février 1941 | Jean Auriol   | ?         | révoqué par le Gouvernement de Vichy |
| mars 2001                                | 2008         | Aimé Bousquet |           |                                      |
| mars 2008                                | En cours     | Alain Gironis |           |                                      |

## Démographie
| 1793 | 1800 | 1806 | 1821 | 1831 | 1836 | 1841 | 1846 | 1851 |
| ---- | ---- | ---- | ---- | ---- | ---- | ---- | ---- | ---- |
| 465  | 454  | 452  | 476  | 488  | 512  | 513  | 526  | 502  |

| 1856 | 1861 | 1866 | 1872 | 1876 | 1881 | 1886 | 1891 | 1896 |
| ---- | ---- | ---- | ---- | ---- | ---- | ---- | ---- | ---- |
| 501  | 505  | 489  | 474  | 447  | 437  | 439  | 387  | 353  |

| 1901 | 1906 | 1911 | 1921 | 1926 | 1931 | 1936 | 1946 | 1954 |
| ---- | ---- | ---- | ---- | ---- | ---- | ---- | ---- | ---- |
| 343  | 343  | 326  | 315  | 289  | 283  | 278  | 268  | 262  |

| 1962 | 1968 | 1975 | 1982 | 1990 | 1999 | 2006 | 2011 | 2016 |
| ---- | ---- | ---- | ---- | ---- | ---- | ---- | ---- | ---- |
| 205  | 193  | 168  | 170  | 164  | 185  | 191  | 173  | 186  |

| 2021 | 2022 | - | - | - | - | - | - | - |
| ---- | ---- | - | - | - | - | - | - | - |
| 188  | 185  | - | - | - | - | - | - | - |

## Économie

### Revenus
En 2018, la commune compte 74 ménages fiscaux, regroupant 189 personnes. La médiane du revenu disponible par unité de consommation est de 22 880 € (20 400 € dans le département).

### Emploi
|                | 2008  | 2013   | 2018  |
| -------------- | ----- | ------ | ----- |
| Commune        | 3,3 % | 10,5 % | 9,4 % |
| Département    | 8,2 % | 9,9 %  | 10 %  |
| France entière | 8,3 % | 10 %   | 10 %  |

En 2018, la population âgée de 15 à 64 ans s'élève à 108 personnes, parmi lesquelles on compte 81,1 % d'actifs (71,7 % ayant un emploi et 9,4 % de chômeurs) et 18,9 % d'inactifs,. Depuis 2008, le taux de chômage communal (au sens du recensement) des 15-64 ans est inférieur à celui de la France et du département.
La commune est hors attraction des villes,. Elle compte 19 emplois en 2018, contre 23 en 2013 et 26 en 2008. Le nombre d'actifs ayant un emploi résidant dans la commune est de 78, soit un indicateur de concentration d'emploi de 24,9 % et un taux d'activité parmi les 15 ans ou plus de 55,1 %.
Sur ces 78 actifs de 15 ans ou plus ayant un emploi, 16 travaillent dans la commune, soit 21 % des habitants. Pour se rendre au travail, 89,5 % des habitants utilisent un véhicule personnel ou de fonction à quatre roues, 5,2 % s'y rendent en deux-roues, à vélo ou à pied et 5,3 % n'ont pas besoin de transport (travail au domicile).

### Activités hors agriculture
12 établissements sont implantés  à Péchaudier au 31 décembre 2019.
Le secteur des autres activités de services est prépondérant sur la commune puisqu'il représente 41,7 % du nombre total d'établissements de la commune (5 sur les 12 entreprises implantées  à Péchaudier), contre 9 % au niveau départemental.

### Agriculture
La commune est dans le Lauragais tarnais, une petite région agricole située dans le sud-ouest du département du Tarn. En 2020, l'orientation technico-économique de l'agriculture  sur la commune est la culture de céréales et/ou d'oléoprotéagineuses. 
|               | 1988 | 2000 | 2010 | 2020 |
| ------------- | ---- | ---- | ---- | ---- |
| Exploitations | 25   | 15   | 15   | 10   |
| SAU (ha)      | 865  | 987  | 594  | 713  |

Le nombre d'exploitations agricoles en activité et ayant leur siège dans la commune est passé de 25 lors du recensement agricole de 1988  à 15 en 2000 puis à 15 en 2010 et enfin à 10 en 2020, soit une baisse de 60 % en 32 ans. Le même mouvement est observé à l'échelle du département qui a perdu pendant cette période 58 % de ses exploitations,. La surface agricole utilisée sur la commune a également diminué, passant de 865 ha en 1988 à 713 ha en 2020. Parallèlement la surface agricole utilisée moyenne par exploitation a augmenté, passant de 35 à 71 ha.

## Culture locale et patrimoine

### Lieux et monuments
Un peu plus éloigné du bourg dans la plaine, trône l'église surmontée d’un clocher restauré. Elle est dédiée à « Notre Dame dé Camis » et entourée du cimetière communal.
- Église Notre-Dame de Péchaudier.
- Souterrain au Plo Haut. Aujourd'hui bouché, mais encore visible, il s'ouvrait sur la colline de Podio Auderio, ancien nom de Péchaudier attesté en 1277 dans les archives de France. Le pech, qui n'est pas très escarpé, forme une terrasse de type motte de plaine. À une vingtaine de mètres du souterrain fut découvert un ensemble de silos[36].

### Personnalités liées à la commune
- Armand Viguier (1893-1985), pilote de chasse de la Première Guerre mondiale.

## Vie pratique

### Service public
- Service mairie, permanence : mardi de 13 heures 30 à 17 heures et jeudi de 8 heures 30 à 12 heures.

### Culture

#### Animation
Péchaudier possède un comité des fêtes dynamique vis-à-vis de sa démographie. De la légendaire Mounjetado du samedi aux grillades et autres sardinades, des soirées mousse aux groupes de variété rock, des bals musettes aux concours de pétanque, la fête du village se déroulant usuellement le week-end du 3e dimanche de juin.

## Pour approfondir